# Gai Semproni Grac
Gai Semproni Grac (llatí: Gaius Sempronius Gracchus) (159 aC o 154 aC - 121 aC) va ser un polític romà cap del partit popular, que va continuar el camí polític iniciat pel seu germà Tiberi Semproni Grac quan aquell va morir. Les seves propostes de llei anaven destinades solucionar el problema de la fam entre els pobres, pagar millor als soldats i fer un sistema de votacions més just. Formava part de la gens Semprònia i era de la branca dels Grac, d'origen plebeu.

## Inicis en política
El 133 aC quan va morir el seu germà era a Hispània i va retornar a Roma el 132 aC. El 131 aC Gai Papiri Carbó va presentar una moció que permetia a qualsevol persona presentar-se dos o més anys seguits al càrrec de tribú de la plebs, rogatio que de moment fou rebutjada en aquest primer intent. Es parlava de concedir la ciutadania a tots els habitants de la península Itàlica, però la moció va ser rebutjada i una rebel·lió a la ciutat llatina de Frejela a favor de la mesura va ser sufocada.
El 126 aC va ser qüestor a Sardenya sota el cònsol Luci Aureli Orestes i es va fer molt popular per la seva defensa dels soldats i pels resultats obtinguts. El proconsolat d'Orestes fou prorrogat un any per retenir Gai Grac a l'illa, ja que temien per la força dels seus discursos, però finalment el 124 aC va tornar a Roma i el juny de l'any següent va presentar als comicis per tribú i en va sortir elegit.

## Tribunat
Va entrar en el càrrec el 10 de desembre del 123 aC. La seva primera llei va ser dirigida contra el tribú Marc Octavi, col·lega que havia estat del seu germà, el qual, en virtut d'aquesta llei, com que havia estat deposat pels comicis, no podria ser elegit mai més per un càrrec públic; la segona llei era que qui hagués matat o desterrat a un ciutadà romà sense judici podria ser perseguit judicialment. Aquesta proposta anava dirigida contra Popili Lenat (involucrat en la mort del seu germà) i va ser finalment retirada, marxant Lenat voluntàriament a l'exili.
Tot seguit va renovar la llei agrària del seu germà però amb més detalls que la feien més acceptable; també va introduir una llei que prohibia servir a l'exèrcit abans dels 17 anys; i una tercera llei (Lex Annonae) per la qual tot ciutadà romà resident a Roma o inscrit en el seu padró, tenia dret a una prestació mensual de blat (43,5 litres) subministrat per l'Estat a un preu aproximadament la meitat del preu normal de venda (que ja era baix).
Amb aquesta llei els pobres i pagesos de Roma o de fora es van decantar cap al partit popular. El repartiment de blat a baix preu per als pobres va subsistir fins a l'edat Mitjana. Una altra proposta que va donar llocs de treball i va tenir força acceptació va ser la de refer les carreteres, condicionades a unes mides fixes.
També es va votar una Llei que va establir el vot en el comicis centuriats per sorts entre les classes (abans votaven primer les tres classes altes i seguien per ordre fins a les més baixes). Els judicis per enverinament i assassinat van passar a unes Quaestiones rerum capitalium (Comissions judicials permanents) l'acció de les quals no podia ser detinguda pels tribuns, i les sentències eren inapel·lables. L'acusat podia deslliurar-se renunciant a la ciutadania i marxant al desterrament (i així salvava la vida i els béns), encara que la detenció preventiva i l'execució de la pena eren lícites. Per a aquestes comissions es designarien cavallers i senadors. Els cavallers van obtenir a més alguns privilegis menors. (en resum la "judicia" va ser transferida del senat a una cort formada bàsicament per 300 equites). Per les modificacions introduïdes per Gai Grac a l'ordre de cavallers o equites vegeu Regne i República de Roma.

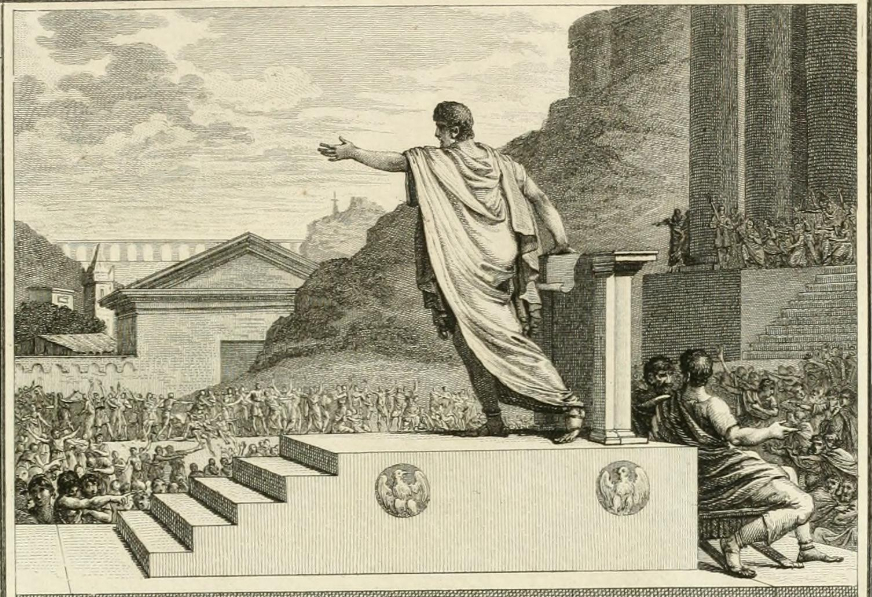
Grac parlant des del comitium.

Sobre les províncies es va establir que els senadors encarregats del seu govern serien elegits per l'assemblea (anteriorment els senadors elegits per a un govern provincial elegien la província).
La reforma de l'exèrcit va ser abordada. Fins aleshores els ciutadans eren cridats cada any, si tenien entre 16 i 44 anys. Però com que l'ocupació i pacificació d'Hispània requeria la permanència en el servei, es va concedir la llicència a qui servís sis anys seguits, encara que després podia ser cridat en els casos greus (per la qual cosa la llicència definitiva va ser ampliada al segle i aC a vint anys). El mínim en campanya era de dos anys. L'uniforme era lliurat gratuïtament (anteriorment es descomptava de la paga). La pena de mort sense dret d'apel·lació a l'Assemblea (que només era vigent a l'exèrcit) va desaparèixer, i, com en el cas dels civils, es va establir el dret d'apel·lació (encara que la mesura no va afectar els soldats italians sense ciutadania ni als voluntaris estrangers).
Grac va ser reelegit tribú per l'any 122 aC i a l'elecció dels cònsols, el candidat presentat per Gai Grac, Gai Fanni, va ser elegit sobre un altre candidat, Luci Opimi. A l'elecció de tribuns s'havia presentat Marc Fulvi Flac que tenia el propòsit de presentar una rogatio per estendre la ciutadania a tots els italians. Gai Grac va tenir com a rival a Marc Livi Drus, guanyat pel partit aristocràtic i que va proposar també mesures populars com l'establiment de dos colònies a Tàrent i a Càpua per ciutadans de bona posició i de dotze colònies per ciutadans pobres, i va abolir alguns pagaments.
Grac va proposar una llei per la que els llatins no podien rebre càstigs corporals si servien a l'exèrcit el que semblava l'acostava a una futura concessió de la ciutadania als llatins. La popularitat de Gai Grac va baixar i la de Drus va augmentar.
Com que les terres públiques de la península Itàlica estaven esgotades i no era políticament correcte tocar les dels llatins i les d'altres pobles itàlics, es va iniciar la fundació de colònies fora. Amb la fundació de Junònia, prop de Cartago, es va iniciar la sèrie, que va portar fora de la península a milers de proletarii romans, llatins i italians. Va proposar també concedir la ciutadania a algunes ciutats aliades. Per l'establiment d'una colònia a l'antiga Cartago ell mateix va ser nomenat com un dels triumvirs que l'havien d'establir, feina que el va portar fora de Roma per 70 dies, retornant a Roma a temps per l'elecció dels cònsols.
La seva absència va ser aprofitada per Drus per criticar-lo i atacar-lo. El cònsol Fanni, elegit per recomanació de Grac, s'havia canviat de partit i ara s'oposava a Grac. Opimi que havia estat privat del consolat per l'elecció de Fanni, ara es va oferir de nou, deixant entendre que s'oposaria a les mesures de Grac.

## La caiguda
Escipió el jove, cosí i cunyat de Gai Grac, va ser un defensor d'alguns terratinents que temien que les reformes agràries iniciades pel germà de Gai, Tiberi acabés per confiscar-los les terres. Quan l'any 129 aC, el van trobar mort en circumstàncies estranyes, quan tenia previst fer un discurs contra Grac, la gent va escampar rumors sobre la implicació d'ell o la seva germana en la mort.
Gai Grac va voler ser tribú per tercera vegada, però aquesta vegada no va ser elegit perquè havia perdut influència entre els seus partidaris i entre el poble.
Per un edicte senatorial, els habitants de Roma que no tenien ciutadania van començar a ser expulsats i Grac va prometre el seu suport als qui resistissin la mesura, però a l'hora de la veritat no va poder fer res i els lictors i autoritats van expulsar els no-ciutadans fins i tot davant els seus propis ulls. El poble va veure la seva inactivitat, causada per la necessitat d'evitar aldarulls, com una mostra de covardia. Al final del 122 aC el seu tribunat es va acabar.
Després de deixar el càrrec, no va tardar a presentar-se una rogatio per l'abolició de les seves lleis i per decidir sobre la colònia de Cartago. Llavors sí que molta gent va anar a Roma a donar suport a Gai Grac. Marc Fulvi Flac, partidari de Grac, va ocupar el Capitoli i arengava a la gent.

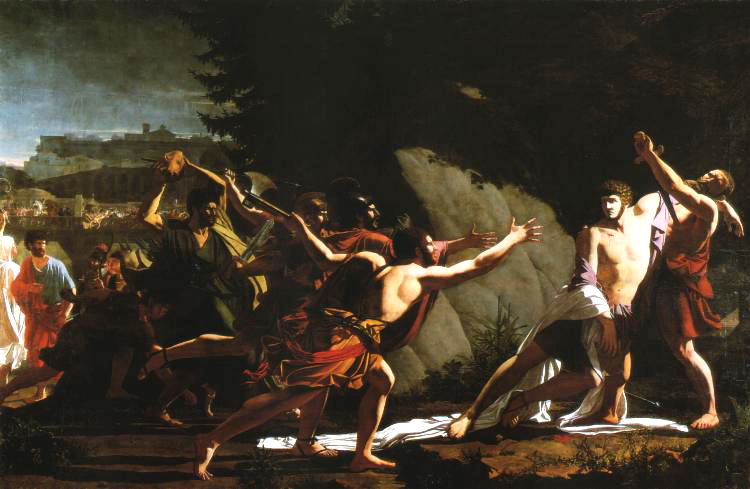
La mort de Gai Grac, pintura de Jean-Baptiste Topino-Lebrun, 1792

Al Capitoli, un home de nom Antil·li va acusar Grac i va ser mort per la multitud. Antil·li va resultar ser un servidor del cònsol Luci Opimi. Per evitar més incidents, l'assemblea va ser dissolta i Grac i Flac van tornar a les seves cases. Opimi, per la seva part, reclamava venjança i l'endemà va convocar al Senat i va fer portar el cos d'Antil·li mentre establia soldats per la zona.
Va reunir el Senat i es va fer concedir poders il·limitats per actuar en el bé de la República. Grac va anar dues vegades al Senat, però totes dues es va haver de retirar. Hi havia un enfrontament marcat entre els seguidors de Grac i Flac i els d'Opimi i el Senat. Grac va fer un intent de reconciliació, però Opimi va refusar tota negociació i va ordenar a les seves forces d'avançar. Va decretar una amnistia per aquells que deixessin les armes i els partidaris de Grac es van dispersar.
Marc Fulvi Flac va fugir amb el seu fill gran, però van ser descoberts i morts. Grac, que no havia participat en els disturbis i no n'era partidari, es va refugiar al temple de Diana i des d'allí va fugir cap al bosc sagrat de la deessa Furrina acompanyat per un esclau. Ningú no li va voler donar un cavall. A la cova, l'esclau Filòcrates va matar Gai Grac i després es va suïcidar.
Opimi havia promès pagar en or el pes del cap de Grac. Septimuleu va demanar el pagament però no li van donar perquè van descobrir que havia substituït el cervell per plom. Els morts en els avalots van ser uns 3.000; els seguidors de Grac van veure les seves propietats confiscades i les seves cases ensorrades. Molts van ser empresonats i després executats.
Gai Grac estava casat amb Licínia, filla de Licini Cras (que va ser el tribú elegit al lloc de Grac). Només se li coneix un fill, la sort del qual és desconeguda.